# Šport u 1913.
◄◄ | ◄ | 1910. | 1911. | 1912. | 1913.  | 1914. | 1915. | 1916. | ► | ►►
Arhitektura • Astronomija • Biologija • Film • Fotografija • Glazba • Kazalište • Kemija • Kiparstvo • Knjige • Književnost • Kršćanstvo • Meteorologija • Medicina • Planinarstvo • Politika • Pravo • Promet • Slikarstvo • Strip • Šport • Televizija • Znanost • Zrakoplovstvo • Željeznički promet
Šport u 1913.

## Svijet

### Osnivanja
- SM Caen, francuski nogometni klub
- Valenciennes FC, francuski nogometni klub
- Maccabi Haifa F.C., izraelski nogometni klub
- C.A. Peñarol, urugvajski nogometni klub

## Hrvatska i u Hrvata

### Osnivanja
- HNK Zrinski Tuzla, bosanskohercegovački nogometni klub
- NK Dinara Knin, hrvatski nogometni klub
- HŠK Slaven Zagreb, hrvatski nogometni klub
- NK Šparta Elektra Zagreb, hrvatski nogometni klub
- ŠK Šparta Karlovac, hrvatski nogometni klub

### Rođenja
- 6. siječnja – Zulejka Stefanini, hrvatska atletičarka († 2005.)
- 1. kolovoza – Stjepan Boltižar, hrvatski gimnastičar († 1989.)
- 9. lipnja – Ivan Ivanović, hrvatski atletičar († 1999.)

## Vanjske poveznice
|  | Zajednički poslužitelj ima još gradiva o temi Šport u 1913. |